# Doudou (chanson)
Pour les articles homonymes, voir Doudou.
Singles de Aya Nakamura
Jolie Nana
(2020) Plus jamais
(2020)
Clip vidéo
[vidéo] « Doudou », sur YouTube
Doudou est une chanson de la chanteuse franco-malienne Aya Nakamura parue sur son troisième album studio Aya. Elle est sortie 9 octobre 2020 en tant que deuxième single de l'album. Elle est écrite par Aya Nakamura, Ever Mihigo, Machynist et produite par Vladimir Boudnikoff.

## Liste de titres
| 1. | Doudou | Aya Nakamura, Ever Mihigo, Machynist | 2:48 |

## Classements et certifications

### Classements hebdomadaires
| Classement (2020)                        | Meilleure position |
| ---------------------------------------- | ------------------ |
| Belgique (Flandre Ultratip 100)          | 20                 |
| Belgique (Flandre Ultratop R&B/Hip-Hop)  | 24                 |
| Belgique (Wallonie Ultratop 50 Singles)  | 40                 |
| Belgique (Wallonie Ultratop R&B/Hip-Hop) | 11                 |
| France (SNEP)                            | 6                  |
| France (SNEP Radio)                      | 35                 |
| France (SNEP Ventes)                     | 22                 |
| Royaume-Uni (UK Afrobeats Singles)       | 16                 |
| Suisse (Schweizer Hitparade)             | 61                 |

### Certifications
| Pays | Certification | Ventes certifiées |
| --- | ------------- | ----------------- |
| France (SNEP)                                                                                             | Diamant       | 50 000 000‡       |
| *Ventes selon la certification xNon précisé par la certification ‡ventes/streaming selon la certification |               |                   |

## Historique de sortie
| Pays/Région | Date           | Format                    | Label            | Réf.  |
| ----------- | -------------- | ------------------------- | ---------------- | ----- |
| Divers      | 9 octobre 2020 | Téléchargement, streaming | Rec. 118, Warner | [ 1 ] |